# Halina Walicka
Halina Walicka, z domu Lissowska (ur. 28 grudnia 1900 w Warszawie, zm. 15 lipca 1980 tamże) – polska malarka  nieprofesjonalna, pielęgniarka-położna.

## Życiorys
Urodziła się w Warszawie w rodzinie mieszczańskiej o silnych tradycjach powstańczych i niepodległościowych. Jej ojcem był Teodor Ludwik Lissowski, przemysłowiec, oraz Eugenia z Weznarskich. Dzieciństwo spędziła w Warszawie, a następnie na Polesiu. Ukończyła szkołę położnych w 1928 roku. Po wojnie pracowała w służbie zdrowia jako pielęgniarka aż do przejścia na emeryturę w 1965. 
Zmiana związana z zaprzestaniem aktywności zawodowej, w połączeniu ze odejściem matki, wywołała u niej początki depresji. Dzięki córce psycholożce zaczęła terapię poprzez malarstwo. Była malarką nieprofesjonalną, amatorką z ogromnym talentem, który ujawnił się przypadkowo. Jak wielu tzw. artystów naiwnych, Walicka nie miała żadnego wykształcenia plastycznego. 
Artystka spoczywa na cmentarzu bródnowskim (kw. 2I-6-27). Była warszawianką w dwunastym pokoleniu.

## Twórczość
Walicka malowała w latach 1966-1979. W ciągu czternastu lat poświęconych malowaniu stworzyła własny styl, który krytycy nazwali malarstwem kobiecym, w ramach malarstwa naiwnego. Jej prace są także często przedstawiane za wzór twórczości późnego wieku. 
Dzieła Walickiej były pokazywane na dwóch wystawach indywidualnych (1968, 1971, w Warszawie) i licznych zbiorowych w Polsce i na świecie, zarówno w obrębie Bloku Wschodniego, jak i poza nim. Poza Polską, jej dzieła wystawiano:
- w Europie: Bratysława, Budapeszt (1973), Lublana, Paryż (Galerie Seraphine, 1971), Hamburg (Altonaer Museum, 1972), Spoleto (Festival dei Due Mondi, 1972), Bonn (Museum Stadt, 1972), Turku (Turun Taidemuseo, 1973), Szwecja (Sveagalleriet w Sztokholmie, 1971, Galeria Anderssona w Svalov, 1972)

- poza Europą: Nowym Jork, Galeria E. Pape, 1971.[1]

W Polsce, obrazy Haliny Walickiej znajdują się w kolekcji Muzeum im. Jacka Malczewskiego w Radomiu (23 sztuki), Muzeum Etnograficznym w Krakowie, Muzeum Etnograficznego im. Marii Znamierowskiej-Prüfferowej w Toruniu oraz w Państwowym Muzeum Etnograficznym w Warszawie. Za granicą jej dzieła można znaleźć w zbiorach Galerii Narodowej Słowenii w Lublanie, Muzeum Narodowym w Bratysławie, Altonaer Museum w Hamburgu, Muzeum Miejskim w Bonn, oraz w kolekcjach prywatnych Ewy Pape w Nowym Jorku, Andera Andersonna w Szwecji, oraz A.H. Cassel-Kokczyńskiego w Sardynii i Londynie. 

## Życie prywatne

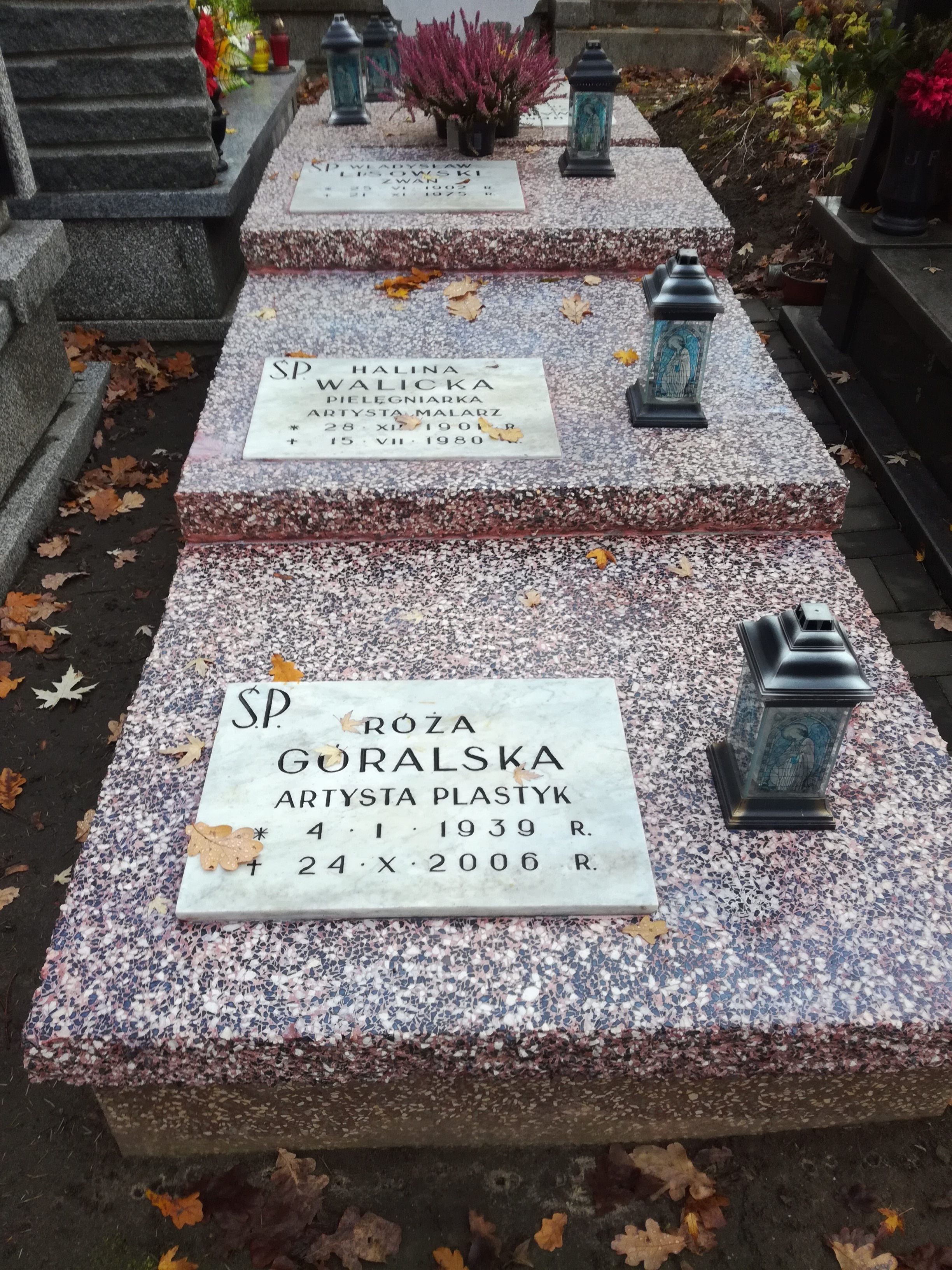
Grób Haliny Walickiej na cmentarzu Bródnowskim w Warszawie

Jest potomkinią generałów Walentego Andrychiewicza oraz Józefa Longina Sowińskiego. Jej kuzynami byli bracia Kosieradzcy, Władysław Kosieradzki i Paweł Kosieradzki, współautorzy Centralnego Okręgu Przemysłowego, projektu stworzonego wspólnie z Eugeniuszem Kwiatkowskim. Jej mąż, Henryk Walicki był warszawskim kupcem i wojskowym, urodzonym w Czersku, oraz bohaterem wojny polsko-bolszewickiej. Zmarł w 1946 roku w wyniku złego stanu zdrowia po pobycie w obozie koncentracyjnym w Auschwitz-Birkenau. Miała dwie córki, Jolantę Walicką-Kuleszę, psycholożkę, oraz Różę Walicką-Wielicką, plastyczkę i działaczkę 'Solidarności'. Jej wnukiem jest Maciej 'Magura' Góralski, muzyk oraz buddolog. 